# Johann Frahm
Johann Frahm (* 28. April 1901 in Kleve, Kreis Norderdithmarschen; † 11. Oktober 1946 in Hameln) war ein deutscher SS-Unterscharführer im KZ Neuengamme und stellvertretender Lagerführer im Neuengammer Außenlager am Bullenhuser Damm.

## Leben
Frahm war während des Ersten Weltkrieges an der Front zu Russland stationiert. Er überlebte und wurde kaum verwundet. Er trat 1933 der SS und 1937 der NSDAP bei, er wurde 1939 zur SS-Lagermannschaft ins KZ Sachsenhausen versetzt. Im November 1942 wurde er in das KZ Neuengamme versetzt und war 1944 in der Schreibstube unter Rapportführer Wilhelm Dreimann eingesetzt. Spätestens ab November 1944 fungierte Frahm als stellvertretender Lagerführer unter Ewald Jauch im Bullenhuser Damm.
In der Nacht vom 20. zum 21. April 1945 wurden 20 jüdische Kinder im Keller der Schule am Bullenhuser Damm in Hamburg-Rothenburgsort ermordet. Die Kinder im Alter von fünf bis zwölf Jahren, je zur Hälfte Jungen und Mädchen, waren im November 1944 aus dem KZ Auschwitz ins KZ Neuengamme gebracht worden, angefordert von dem KZ-Arzt Kurt Heißmeyer. Die Kinder wurden, nachdem Heißmeyer bereits Menschenversuche an sowjetischen Kriegsgefangenen vorgenommen hatte, mit Tuberkulose infiziert. Dann wurden ihnen zur Entwicklung eines Impfstoffes Gewebeproben entnommen. Um die Zeugen dieses Verbrechens zu beseitigen, wurde von SS-Obergruppenführer Oswald Pohl aus Berlin befohlen, die Abteilung Heißmeyer „aufzulösen“. Im Keller der Schule wurde den Kindern durch Alfred Trzebinski angeblich Morphium gespritzt und danach wurden sie durch Frahm an Heizungsrohren erhängt. Mit den Kindern wurden auch ihre vier Betreuer und über 20 sowjetische Kriegsgefangene umgebracht.

„Frahm nahm den 12-jährigen Jungen auf den Arm und sagte zu den anderen: Er wird jetzt ins Bett gebracht. Er ging mit ihm in einen Raum, der vielleicht sechs bis acht Meter von dem Aufenthaltsraum entfernt war, und dort sah ich schon eine Schlinge an einem Haken. In diese Schlinge hängte Frahm den schlafenden Jungen ein und hängte sich mit seinem ganzen Körpergewicht an den Körper des Jungen, damit die Schlinge sich zuzog. Ich habe in meiner KZ-Zeit schon viel menschliches Leid gesehen und war auch gewissermaßen abgestumpft, aber Kinder erhängt habe ich noch nie gesehen.“

Kurz nach Ende des Zweiten Weltkrieges wurde Frahm in Kleve festgenommen und im Juli 1946 im Curiohaus bei einem der Folgeprozesse des Neuengamme-Hauptprozesses wegen der Teilnahme an Verbrechen im KZ Neuengamme angeklagt. Er wurde zum Tode durch den Strang verurteilt und am 11. Oktober 1946 im Zuchthaus Hameln hingerichtet.